# Бьюфорд (Джорджия)
Бьюфорд (англ. Buford) — город в округах Гуиннетт и Холл в штате Джорджия США. 
По данным переписи 2020 года, население города составляло 17 144 человека. Большая часть города находится в округе Гуиннетт, который является частью статистической зоны метрополии Атланта — Санди-Спрингс — Мариетта. Северная часть города находится в округе Холл, который включает в себя статистический район Гейнсвилла и является частью более крупного объединённого статистического района Атланта — Атенс-Кларк — Санди-Спрингс.
Бьюфорд упоминается в исторических записях с начала XIX века. Город был основан в 1872 году после того, как в этом районе была построена железная дорога, соединившая Шарлотт с Атлантой. Бьюфорд был назван в честь Алджернона Сидни Бьюфорда, который в то время был президентом железнодорожной компании Atlanta and Richmond Air-Line . Кожевенная промышленность города, возглавляемая компанией Bona Allen, а также его расположение в качестве железнодорожной станции привели к увеличению численности населения в начале 1900-х годов, пока не закончилась Великая депрессия.
В городе действует собственный школьный округ — школьный округ города Бьюфорд, который стал родиной и домом для нескольких музыкантов и спортсменов. В регионе Буфорд находятся различные туристические объекты, в том числе музеи и общественные центры, крупнейший торговый центр в штате Джорджия — Mall of Georgia и острова озера Ланье.